# UEFA-Pokal 1994/95
Der UEFA-Pokal 1994/95 war die 24. Auflage des Wettbewerbs und wurde vom AC Parma im dritten rein italienischen UEFA-Pokal-Finale nach 1989/90 und 1990/91 gegen Juventus Turin gewonnen. Dies stellte die erste Austragung des UEFA-Pokals dar, die nicht mit den seit der Debütsaison üblichen 64 Teilnehmern begann.

## Vorrunde
|                               | Gesamt    |                          | Hinspiel | Rückspiel |
| ----------------------------- | --------- | ------------------------ | -------- | --------- |
| AŠK Inter Slovnaft Bratislava | 1:3       | Myllykosken Pallo -47    | 0:3      | 1:0       |
| Odense BK                     | 6:0       | FC Flora Tallinn         | 3:0      | 3:0       |
| Lillestrøm SK                 | 4:3       | Schachtar Donezk         | 4:1      | 0:2       |
| GÍ Gøta                       | 2:4       | Trelleborgs FF           | 0:1      | 2:3       |
| Górnik Zabrze                 | 8:0       | Shamrock Rovers          | 7:0      | 1:0       |
| ROMAR Mažeikiai               | 0:4       | AIK Solna                | 0:2      | 0:2       |
| FH Hafnarfjörður              | 2:3       | Linfield FC              | 1:0      | 1:3       |
| Skonto Riga                   | (a)1:1(a) | FC Aberdeen              | 0:0      | 1:1       |
| Inter CableTel Cardiff        | 0:8       | GKS Katowice             | 0:2      | 0:6       |
| CS Grevenmacher               | 1:8       | Rosenborg Trondheim      | 1:2      | 0:6       |
| FC Aarau                      | 2:0       | NŠ Mura                  | 1:0      | 1:0       |
| Anorthosis Famagusta          | 4:1       | FK Shumen                | 2:0      | 2:1       |
| Dinamo Tiflis                 | 4:1       | FC Universitatea Craiova | 2:0      | 2:1       |
| Vardar Skopje                 | 1:2       | Békéscsabai Előre FC     | 1:1      | 0:1       |
| NK Olimpija Ljubljana         | 5:3       | Lewski-1913 Sofia        | 3:2      | 2:1       |
| Fenerbahçe Istanbul           | 7:0       | PFK Turan Tovuz          | 5:0      | 2:0       |
| FC Valletta                   | 3:7       | Rapid Bukarest           | 2:6      | 1:1       |
| Kispest Honvéd FC             | 5:1       | Zimbru Chișinău          | 4:1      | 1:0       |
| ZSKA Sofia                    | 3:0       | FC Ararat Jerewan        | 3:0      | 0:0       |
| FK Dinamo Minsk               | 6:5       | Hibernians Football Club | 3:1      | 3:4 n. V. |
| KS Teuta Durrës               | 3:8       | Apollon Limassol         | 1:4      | 2:4       |
| Aris Saloniki                 | 5:2       | Hapoel Be’er Scheva      | 3:1      | 2:1       |
| Slavia Prag                   | 6:0       | Cork City                | 2:0      | 4:0       |
| FC Motherwell                 | 7:1       | HB Tórshavn              | 3:0      | 4:1       |
| FC Kopenhagen                 | 4:1       | FC Jazz Pori             | 0:1      | 4:0       |
| FC Portadown                  | 0:5       | ŠK Slovan Bratislava     | 0:2      | 0:3       |
| Bangor City                   | 1:4       | ÍA Akranes               | 1:2      | 0:2       |

## 1. Runde
|                            | Gesamt          |                       | Hinspiel | Rückspiel |
| -------------------------- | --------------- | --------------------- | -------- | --------- |
| Anorthosis Famagusta       | 2:3             | Athletic Bilbao       | 2:0      | 0:3       |
| ZSKA Sofia                 | 1:8             | Juventus Turin        | (1)0:3 1 | 1:5       |
| GKS Katowice               | 1:1 (4:3 i. E.) | Aris Saloniki         | 1:0      | 0:1 n. V. |
| FC Aarau                   | 0:1             | Marítimo Funchal      | 0:0      | 0:1       |
| Olympiakos Piräus          | 1:5             | Olympique Marseille   | 1:2      | 0:3       |
| Rosenborg Trondheim        | 2:4             | Deportivo La Coruña   | 1:0      | 1:4 n. V. |
| Apollon Limassol           | 4:5             | FC Sion               | 1:3      | 3:2 n. V. |
| FC Twente Enschede         | 4:5             | Kispest Honvéd FC     | 1:4      | 3:1       |
| Vitesse Arnheim            | 1:2             | AC Parma              | 1:0      | 0:2       |
| ÍA Akranes                 | 1:8             | 1. FC Kaiserslautern  | (2)0:4 2 | 1:4       |
| Royal Antwerpen            | 2:10            | Newcastle United      | 0:5      | 2:5       |
| Linfield FC                | 1:6             | Odense BK             | 1:1      | 0:5       |
| RFC Seraing                | (a)4:4(a)       | FK Dynamo Moskau      | 3:4      | 1:0       |
| AIK Solna                  | (a)2:2(a)       | Slavia Prag           | 0:0      | 2:2       |
| FK Dinamo Minsk            | 1:4             | Lazio Rom             | 0:0      | 1:4       |
| Bayer 04 Leverkusen        | 5:4             | PSV Eindhoven         | 5:4      | 0:0       |
| Boavista Porto             | 3:2             | Myllykosken Pallo -47 | 2:1      | 1:1       |
| FC Admira/Wacker           | 6:3             | Górnik Zabrze         | 5:2      | 1:1       |
| Rotor Wolgograd            | 3:5             | FC Nantes             | 3:2      | 0:3       |
| SSC Neapel                 | 3:0             | Skonto Riga           | 2:0      | 1:0       |
| ŠK Slovan Bratislava       | 2:1             | FC Kopenhagen         | 1:0      | 1:1       |
| Trabzonspor                | 5:4             | Dinamo Bukarest       | 2:1      | 3:3       |
| Real Madrid                | (a)2:2(a)       | Sporting Lissabon     | 1:0      | 1:2       |
| AS Cannes                  | 9:1             | Fenerbahçe Istanbul   | 4:0      | 5:1       |
| Rapid Bukarest             | 3:2             | Sporting Charleroi    | 2:0      | 1:2       |
| Dinamo Tiflis              | 2:5             | FC Tirol Innsbruck    | 1:0      | 1:5       |
| Girondins Bordeaux         | 5:1             | Lillestrøm SK         | 3:1      | 2:0       |
| Blackburn Rovers           | 2:3             | Trelleborgs FF        | 0:1      | 2:2       |
| Tekstilschtschik Kamyschin | 6:2             | Békéscsabai Előre F   | (3)6:1 3 | 0:1       |
| Borussia Dortmund          | 3:0             | FC Motherwell         | 1:0      | 2:0       |
| NK Olimpija Ljubljana      | 1:3             | Eintracht Frankfurt   | 1:1      | 0:2       |
| Inter Mailand              | 1:1 (3:4 i. E.) | Aston Villa           | 1:0      | 0:1 n. V. |

## 2. Runde
|                      | Gesamt    |                            | Hinspiel | Rückspiel |
| -------------------- | --------- | -------------------------- | -------- | --------- |
| Newcastle United     | (a)3:3(a) | Athletic Bilbao            | 3:2      | 0:1       |
| GKS Katowice         | 2:1       | Girondins Bordeaux         | 1:0      | 1:1       |
| Kispest Honvéd FC    | 0:7       | Bayer 04 Leverkusen        | 0:2      | 0:5       |
| Trabzonspor          | (a)2:2(a) | Aston Villa                | 1:0      | 1:2       |
| Trelleborgs FF       | 0:1       | Lazio Rom                  | 0:0      | 0:1       |
| FC Sion              | (a)3:3(a) | Olympique Marseille        | 2:0      | 1:3       |
| FC Admira/Wacker     | 5:3       | AS Cannes                  | 1:1      | 4:2       |
| FK Dynamo Moskau     | 2:6       | Real Madrid                | 2:2      | 0:4       |
| FC Nantes            | 4:1       | Tekstilschtschik Kamyschin | 2:0      | (4)2:1 4  |
| FC Tirol Innsbruck   | 2:4       | Deportivo La Coruña        | 2:0      | 0:4       |
| Boavista Porto       | 2:3       | SSC Neapel                 | 1:1      | 1:2       |
| 1. FC Kaiserslautern | (a)1:1(a) | Odense BK                  | 1:1      | 0:0       |
| Marítimo Funchal     | 1:3       | Juventus Turin             | 0:1      | 1:2       |
| ŠK Slovan Bratislava | 2:4       | Borussia Dortmund          | 2:1      | 0:3       |
| Rapid Bukarest       | 2:6       | Eintracht Frankfurt        | 2:1      | 0:5       |
| AIK Solna            | 0:3       | AC Parma                   | 0:1      | 0:2       |

## 3. Runde
|                     | Gesamt |                     | Hinspiel | Rückspiel |
| ------------------- | ------ | ------------------- | -------- | --------- |
| GKS Katowice        | 1:8    | Bayer 04 Leverkusen | 1:4      | 0:4       |
| Deportivo La Coruña | 2:3    | Borussia Dortmund   | 1:0      | 1:3 n. V. |
| Trabzonspor         | 2:4    | Lazio Rom           | 1:2      | 1:2       |
| Odense BK           | 4:3    | Real Madrid         | 2:3      | 2:0       |
| Athletic Bilbao     | 3:4    | AC Parma            | 1:0      | 2:4       |
| FC Admira/Wacker    | 2:5    | Juventus Turin      | 1:3      | 1:2       |
| Eintracht Frankfurt | 2:0    | SSC Neapel          | 1:0      | 1:0       |
| FC Nantes           | 6:2    | FC Sion             | 4:0      | 2:2       |

## Viertelfinale
|                     | Gesamt |                   | Hinspiel | Rückspiel |
| ------------------- | ------ | ----------------- | -------- | --------- |
| Eintracht Frankfurt | 1:4    | Juventus Turin    | 1:1      | 0:3       |
| Lazio Rom           | 1:2    | Borussia Dortmund | 1:0      | 0:2       |
| Bayer 04 Leverkusen | 5:1    | FC Nantes         | 5:1      | 0:0       |
| AC Parma            | 1:0    | Odense BK         | 1:0      | 0:0       |

## Halbfinale
|                     | Gesamt |                   | Hinspiel | Rückspiel |
| ------------------- | ------ | ----------------- | -------- | --------- |
| Bayer 04 Leverkusen | 1:5    | AC Parma          | 1:2      | 0:3       |
| Juventus Turin      | 4:3    | Borussia Dortmund | (5)2:2 5 | 2:1       |

## Finale

### Hinspiel
| AC Parma                                       | AC Parma | Juventus Turin | Juventus Turin |
| ---------------------------------------------- | --- | --- | -------------- |
| AC Parma                                       | \| 3. Mai 1995 in Parma (Stadio Ennio Tardini) \| \| Ergebnis: 1:0 (1:0) \| \| Zuschauer: 22.062 \| \| Schiedsrichter: Antonio López Nieto ( Spanien) \|                                                                                                  | \| 3. Mai 1995 in Parma (Stadio Ennio Tardini) \| \| Ergebnis: 1:0 (1:0) \| \| Zuschauer: 22.062 \| \| Schiedsrichter: Antonio López Nieto ( Spanien) \| | Juventus Turin |
| AC Parma                                       | Luca Bucci – Antonio Benarrivo (9. Roberto Mussi), Fernando Couto, Alberto Di Chiara, Lorenzo Minotti, Luigi Apolloni, Gabriele Pin, Dino Baggio, Roberto Néstor Sensini, Gianfranco Zola (89. Stefano Fiore), Faustino Asprilla Cheftrainer: Nevio Scala | Michelangelo Rampulla – Luca Fusi (72. Alessandro Del Piero), Angelo Di Livio, Alessio Tacchinardi, Robert Jarni, Massimo Carrera (46. Giancarlo Marocchi), Paulo Sousa, Didier Deschamps, Roberto Baggio, Gianluca Vialli, Fabrizio Ravanelli Cheftrainer: Marcello Lippi | Juventus Turin |
| AC Parma                                       | 1:0 Dino Baggio (5.) | | Juventus Turin |
| AC Parma                                       | Luigi Apolloni, Gabriele Pin, Gianfranco Zola, Néstor Sensini | Didier Deschamps, Alessio Tacchinardi | Juventus Turin |
| 3. Mai 1995 in Parma (Stadio Ennio Tardini)    | | |                |
| Ergebnis: 1:0 (1:0)                            | | |                |
| Zuschauer: 22.062                              | | |                |
| Schiedsrichter: Antonio López Nieto ( Spanien) | | |                |

### Rückspiel
| Juventus Turin                                     | Juventus Turin | AC Parma | AC Parma |
| -------------------------------------------------- | --- | --- | -------- |
| Juventus Turin                                     | \| 17. Mai 1995 in Mailand (Giuseppe-Meazza-Stadion) \| \| Ergebnis: 1:1 (1:0) \| \| Zuschauer: 80.754 \| \| Schiedsrichter: Frans Van Den Wijngaert ( Belgien) \|                                                                                                 | \| 17. Mai 1995 in Mailand (Giuseppe-Meazza-Stadion) \| \| Ergebnis: 1:1 (1:0) \| \| Zuschauer: 80.754 \| \| Schiedsrichter: Frans Van Den Wijngaert ( Belgien) \|                                                                                       | AC Parma |
| Juventus Turin                                     | Angelo Peruzzi – Moreno Torricelli, Robert Jarni, Ciro Ferrara, Sergio Porrini, Paulo Sousa, Angelo Di Livio (81. Massimo Carrera), Giancarlo Marocchi (74. Alessandro Del Piero), Gianluca Vialli, Roberto Baggio, Fabrizio Ravanelli Cheftrainer: Marcello Lippi | Luca Bucci – Antonio Benarrivo (46. Roberto Mussi), Alberto Di Chiara (80. Marcello Castellini), Lorenzo Minotti, Massimo Susic, Fernando Couto, Stefano Fiore, Massimo Crippa, Dino Baggio, Gianfranco Zola, Faustino Asprilla Cheftrainer: Nevio Scala | AC Parma |
| Juventus Turin                                     | 1:0 Gianluca Vialli (33.) | 1:1 Dino Baggio (54.) | AC Parma |
| Juventus Turin                                     | Ciro Ferrara, Fabrizio Ravanelli, Gianluca Vialli | Fernando Couto, Lorenzo Minotti, Massimo Crippa, Faustino Asprilla | AC Parma |
| 17. Mai 1995 in Mailand (Giuseppe-Meazza-Stadion)  | | |          |
| Ergebnis: 1:1 (1:0)                                | | |          |
| Zuschauer: 80.754                                  | | |          |
| Schiedsrichter: Frans Van Den Wijngaert ( Belgien) | | |          |

## Beste Torschützen
ohne Vorrunde
| Rang | Spieler            | Klub                | Tore |
| ---- | ------------------ | ------------------- | ---- |
| 1    | Ulf Kirsten        | Bayer 04 Leverkusen | 10   |
| 2    | Fabrizio Ravanelli | Juventus Turin      | 9    |
| 3    | Nicolas Ouédec     | FC Nantes           | 8    |
| 4    | Karl-Heinz Riedle  | Borussia Dortmund   | 6    |
| 5    | Orhan Kaynak       | Trabzonspor         | 5    |
|      | Dino Baggio        | AC Parma            | 5    |
|      | Gianfranco Zola    | AC Parma            | 5    |

## Eingesetzte Spieler AC Parma
| AC Parma | |
| AC Parma | - Tor: Luca Bucci (12/-) - Abwehr: Lorenzo Minotti (11/2); Alberto Di Chiara (10/-); Roberto Sensini (10/-); Luigi Apolloni (9/-); Fernando Couto (8/1); Roberto Mussi (7/-); Marcello Castellini (7/-); Antonio Benarrivo (5/-); Massimo Susic (5/-); Gianluca Franchini (1/-) - Mittelfeld: Dino Baggio (11/5); Gabriele Pin (10/-); Massimo Crippa (8/1); Stefano Fiore (6/-); Tomas Brolin (4/-); Mario Caruso (1/-) - Sturm: Gianfranco Zola (12/4); Faustino Asprilla (8/4); Marco Branca (7/-) - Trainer: Nevio Scala |

* Mario Lemme (1/-) verließ hat den Verein während der Saison.